# Альварес Мартинес, Агустин
Агусти́н А́льварес Марти́нес (исп. Agustín Álvarez Martínez; родился 19 мая 2001, Сан-Баутиста, департамент Канелонес) — уругвайский футболист, нападающий клуба «Сассуоло» и сборной Уругвая, выступающий на правах аренды за «Сампдорию»

## Биография
Агустин Альварес Мартинес является воспитанником академии «Пеньяроля». На юношеском и молодёжном уровне забил в официальных соревнованиях 113 голов. В основном составе «Пеньяроля» дебютировал 13 сентября 2020 года в матче чемпионата Уругвая против «Монтевидео Сити Торке». Игра закончилась со счётом 0:0, а Альварес Мартинес вышел на 25 минуте на замену Николасу Франко. Уже в третьем матче на профессиональном уровне нападающий отметился забитым голом. Это случилось в игре 13 тура Апертуры 2020 в гостях против «Пласы Колонии». Агустин открыл счёт в матче, и его команда в итоге выиграла 3:1.
В «Пеньяроле» играет на острие нападения, и менее чем за год в 38 матчах чемпионата забил 18 голов. Удачно взаимодействует с фланговым нападающим Факундо Торресом, который уже играет за сборную Уругвая. Кроме того, Канарио очень успешно проявил себя в розыгрыше Южноамериканского кубка 2021 — в ходе турнира он забил 10 мячей, став лучшим бомбардиром розыгрыша. Агустин помог «карбонерос» выйти в полуфинал турнира — это лучший результат команды на международной арене с 2011 года, когда уругвайский клуб сыграл в финале Кубка Либертадорес. В конце года завоевал с «Пеньяролем» титул чемпиона Уругвая.
5 сентября 2021 года Агустин Альварес Мартинес дебютировал в сборной Уругвая. Он вышел в стартовом составе в домашнем матче отборочного турнира к чемпионату мира 2022 против сборной Боливии (4:2), который состоялся на стадионе «Пеньяроля» «Кампеон-дель-Сигло». В своём первом же матче за национальную команду сумел забить гол, отличившись на 47 минуте.

## Достижения
Командные
- Чемпион Уругвая (1): 2021
- Обладатель Суперкубка Уругвая (1): 2022

Личные
- Лучший молодой игрок чемпионата Уругвая 2021
- Лучший бомбардир Южноамериканского кубка (1): 2021 (10 голов)